# 骨质增生
骨質增生（英語：hyperostosis）又称骨肥厚、骨肥大症，泛指人體骨骼的過度生長，其可造成外生骨贅。一般将小梁骨密度升高者，称为骨硬化，皮质骨增厚者称为骨肥厚。此症出現在許多肌肉骨骼疾病中。
正常情況下，骨骼會在成骨細胞和破骨細胞規律且平衡地作用下發育或者損癒合，但在一些特殊情況，如：骨膜錯位，造成骨骼生長異常，造成附近神經病態刺激，或影響到關節的活動，嚴重者可能致殘。病灶常發生在脊椎（特別是腰椎和頸椎）、肩關節、膝關節；較少出在身體其他部位，如足、頭部。

## 病因和機理
- 外傷骨愈合不良
- 關節長期不良摩擦
- 人體衰老

導致骨質增生因素，排第一位的是年齡。據臨床調查發現不論是膝關節、髖關節還是手關節，隨著年齡增大，骨頭長骨刺的發生率增高。年齡每增加5歲，膝關節骨質增生發生率增加 20%。體重也是導致骨質增生的因素之一，推測體重過重者關節部位承受較大壓力，更容易導致關節軟骨損傷，因此建議骨質增生症患者，宜適當減肥。女性比男性的發病率更高，可能和女性停經後，激素分泌變少，造成鈣的利用降低有關。以上為骨質增生內在的因素。
還有一些外在原因，與職業和活動量有關。經常負重活動，需要經常蹲起或彎腰，或是工作需久坐或長期維持固定姿勢但只有頸部活動，相對來說更容造成頸椎骨質增生、腰椎骨質增生和膝關節骨質增生。
外傷是另一個常見的骨質增生原因，很多腰椎、頸椎或膝關節受傷者，容易患上骨質增生，可能和關節局部損傷，血腫形成刺激骨刺形成有關。
骨質增生發病的遺傳因素，目前沒有確切的臨床證據顯示骨質增生具家族性。但有一些先天遺傳性疾病容易導致骨質增生，如：先天性和發育性畸形、髖臼發育不良、膝關節內外翻畸形。

## 檢查
1. 血液常規、血沉率、C反應蛋白、類風濕因子。
2. 滑液檢查：滑液量增多，滑液多為清晰、黏稠、發炎細胞數不多
3. X 光檢查：0 級：無改變；1 級：輕微骨贅；2 級：明顯骨贅，關節間隙正常；3 級：骨贅外，關節間隙中度狹窄；4 級：骨贅外，關節間隙嚴重狹窄，伴軟骨下骨硬化。

## 預防與治療
- 預防骨質增生的最有效辦法是避免長期劇烈運動，但是需有適當肌肉鍛煉，特別是關節活動，可增加關節腔內壓力，有利於關節液向軟骨滲透，減輕關節軟骨的退化性病變，從而減輕或預防骨質增生，尤其是關節軟骨的增生和退化性病變。根據國外研究團隊針對「退化性膝關節炎」的患者進行多年觀察，其中73%的人有接受定期步行訓練，歸類為「步行者」，另外27%的人稱為「非步行者」。「步行者」在發生膝蓋痛的情況減少了40%，從X光中也可以看出膝關節退化較為緩慢；相反的，「非步行者」的退化程度明顯較為嚴重許多[3]。
- 在患者晚期一般會選擇手術治療。膝關節骨質過度增生，關節腔狹窄，關節骨破壞明顯或關節畸形，致使活動疼痛，經保守治療無效，年齡 50 歲以上者可考慮進行關節置換術。

## 延伸阅读
- Stuart-Macadam P. . American Journal of Physical Anthropology（英语：American Journal of Physical Anthropology）. April 1985, 66 (4): 391–8. PMID 3887936. doi:10.1002/ajpa.1330660407.
- Suri D, Dayal D, Singh M. . Archives of Disease in Childhood（英语：Archives of Disease in Childhood）. July 2005, 90 (7): 711  [2012-08-22]. PMC 1720499 . PMID 15970613. doi:10.1136/adc.2004.065334. （原始内容存档于2013-01-19）.
- Hayem G, Bouchaud-Chabot A, Benali K,  et al. . Seminars in Arthritis and Rheumatism. December 1999, 29 (3): 159–71. PMID 10622680. doi:10.1016/S0049-0172(99)80027-4.
- MOORE S, CARR AD. . 美國醫學會雜志 (JAMA). January 1952, 148 (3): 199–200. PMID 14880497. doi:10.1001/jama.1952.62930030004009b.